# Bataille de Tripoli (2018)
Pour les articles homonymes, voir Bataille de Tripoli.
Deuxième guerre civile libyenne
Batailles
- Benghazi (2014)
- Aéroport de Tripoli (en)
- Benghazi (2014–17)
- Oubari
- Kikla
- Derna (2015–16)
- Zliten
- Croissant pétrolier (janv. 2016)
- Syrte (2016)
- Croissant pétrolier (sept. 2016)
- Croissant pétrolier (2017)
- Birak (2017)
- Derna (2018–19)
- Croissant pétrolier (2018)
- Tripoli (2018)
- Fezzan
- Tripoli (2019–20)
- Syrte (2020)
- Tripolitaine orientale (2020)

La bataille de Tripoli se déroule du 27 août au 25 septembre 2018, lors de la deuxième guerre civile libyenne. Elle oppose différentes milices et s'achève par la conclusion d'un cessez-le-feu.

## Prélude
Dans la nuit du 26 au 27 août 2018, des affrontements entre des milices éclatent à Tripoli. La capitale libyenne est alors à nouveau le théâtre de combats, après dix-huit mois de calme relatif. Les affrontements opposent d'un côté la 7e brigade, principale milice de la ville de Tarhounah, et de l'autre trois milices de Tripoli : Ghneiwa, la Brigade des révolutionnaires de Tripoli et la Brigade Nawasi,. Toutes ces milices sont pourtant officiellement affiliées au Gouvernement d'union nationale (GNA) dirigé par Fayez el-Sarraj,.
Depuis 2016, et l'installation du Gouvernement d'union nationale (GNA), la capitale libyenne est contrôlée par quatre milices : la Brigade des révolutionnaires de Tripoli, la Force Rada, la Brigade Nawasi et Ghneiwa,. La Force Rada est salafiste madkhaliste, mais les trois autres ne se réclament d'aucune idéologie particulière. Selon les analystes Wolfram Lacher et Alaa al-Idrissi, ces quatre milices forment alors un véritable « cartel » qui fait main basse sur les ressources de l'État en s'abritant derrière son soutien au GNA. En juin 2018, ils affirment qu'une « telle situation est intenable. Elle risque de provoquer un nouveau conflit majeur déclenché par les forces politico-militaires qui se sentent exclues par ce cartel dans l’accès aux leviers de l’administration ». En août 2018, l'annonce de la réouverture de l'Aéroport international de Tripoli, endommagé par de violents combats en 2014, attise alors les convoitises, notamment de la part de la 7e brigade de Tarhounah, exclue du cartel, et qui « considère que ce secteur de l'aéroport lui revient, car une partie importante de la population riveraine est originaire de Tarhounah. C’est une affaire tribale. Tout le monde veut sa part du gâteau de Tripoli et des ressources que la ville offre ».
De même, Jalel Harchaoui, spécialiste de la Libye à l'Université Paris-VIII, affirme que « Les quatre ou cinq grandes milices de Tripoli ont fourni une relative sécurité quotidienne, appréciée de la population mais aussi des États étrangers intéressés à maintenir une présence diplomatique et commerciale pour saisir les opportunités de reconstruction », mais que dans le même temps, elles « ont infiltré les institutions de police et les institutions économiques ». Or, « cette situation était intenable » car les villes de Zinten et Misrata, « se sentaient exclues de ce nouvel équilibre des pouvoirs ». En effet, après la première guerre civile libyenne, les milices de ces deux villes avaient dominé Tripoli, mais les milices de Zinten avaient finalement été chassées de la capitale en 2014, tandis que celles de Misrata s'étaient retirées en 2016, lors de la formation du Gouvernement d'union nationale (GNA),.
Le GNA et le Premier ministre Fayez el-Sarraj, affirment pour leur part que l'ordre de dissolution de la 7e brigade avait été donné en avril 2018, même si, selon RFI, ses combattants touchaient toujours leurs salaires avant la bataille,. Rapidement, la brigade s'est réclamée de l'armée et a affirmé vouloir « libérer » la capitale. Quelques jours après le début des combats, venu de Misrata, le Front al-Samoud, une brigade islamiste dirigée par Salah Badi ayant été la milice dominante à Tripoli de 2014 à 2016, apporte son aide à la 7e Brigade,.

## Déroulement
Le 27 août, les forces de la 7e brigade font mouvement de Tarhounah vers Tripoli, et se heurtent en chemin aux brigades de la capitale,. Les premiers combats éclatent dans les quartiers de Salah Eddine et Qasr Ben Gheshir, au sud de Tripoli. Le 31 août, l'aéroport de Tripoli est fermé après avoir subi des tirs de roquettes. Le même jour, un accord de cessez-le-feu est annoncé, mais il n'est pas respecté. Le 2 septembre, le GNA décrète l'état d'urgence dans la capitale et ses environs. Le même jour, 400 détenus de droit commun de la prison d'Ain Zara, au sud de Tripoli, profitent des combats pour s'évader,,.
Divers autres groupes se joignent ensuite aux combats, complexifiant encore davantage la situation. Le Gouvernement d'union nationale (GNA) ne dispose d'aucune force militaire propre et n'a aucun contrôle réel sur les milices,. Fayez el-Sarraj prend alors le risque d'appeler à la rescousse des brigades de Zintan et une « brigade antiterroriste » de Misrata ayant participé en 2016 à la bataille de Syrte pour s'interposer entre les belligérants,. Le 2 septembre, des brigades de Misrata arrivent aux abords de Tripoli : elles n'interviennent pas immédiatement dans les combats mais exigent que les milices de Tripoli renoncent à leur contrôle sur les institutions étatiques au centre-ville. Mais d'autres forces venues de Misrata et de Zintan et même des petites unités loyales au maréchal Khalifa Haftar viennent renforcer la 7e brigade.
Le 4 septembre, la Mission d'appui des Nations unies en Libye annonce la signature d'un accord de cessez-le-feu entre les groupes armés impliqués dans les combats à Tripoli,. Des combats continuent cependant d'avoir lieu dans les heures qui suivent la conclusion de l'accord. Le 6 septembre, le maréchal Khalifa Haftar menace de marcher sur Tripoli. La trêve, fragile, finit cependant par être globalement respectée,. Le 9 septembre, plusieurs groupes armés impliqués dans les combats acceptent de se joindre à un mécanisme visant à « consolider » le cessez-le-feu.
Le 10 septembre, le siège de la Compagnie pétrolière libyenne (NOC) est la cible d'une attaque, menée par trois à cinq hommes armés. Le bâtiment est ensuite repris par la force Rada qui affirme que deux assaillants et deux membres du personnel de la NOC ont été tués. L'attaque est ensuite revendiquée par l'État islamique.
Le 12 novembre, des roquettes s'abattent sur l'aéroport de Mitiga, le seul fonctionnel à Tripoli, contrôlé par la Force Rada. Tous les vols sont alors à nouveau suspendus, après l'avoir déjà été entre le 31 août et le 6 septembre.
Mi-septembre, Ghassan Salamé, l'envoyé spécial de l'ONU en Libye, fait état de quatorze violations en une semaine, mais estime que le cessez-le-feu est « globalement respecté ».
Cependant le 18 septembre, les combats reprennent au sud de Tripoli, provoquant des coupures d'électricité au sud et à l'ouest du pays,. Les affrontements ont notamment lieu dans le quartier de Salaheddine et sur la route de l'aéroport international de Tripoli,. Le 20 septembre, les combats font neuf morts dont deux civils, ainsi que 13 blessés, dont 4 civils.
Le 25 septembre, un nouveau cessez-le-feu est signé entre les milices de Tarhouna et de Tripoli. L'aéroport de Mitiga est rouvert. L'accord prévoit également la formation d'une force régulière mixte composée notamment de policiers de Tripoli et de Tarhounah pour sécuriser la banlieue sud de la capitale.

## Les pertes
À la date du 3 septembre 2018, le bilan officiel du ministère de la Santé fait état d'au moins 50 morts et 138 blessés depuis le 27 août. Le 8 septembre, le bilan passe à au moins 78 morts et 313 blessés. Le 23 septembre, le bilan monte encore à au moins 115 tués et 400 blessés. Le 25 septembre, après un nouveau cessez-le-feu, le bilan est de 117 morts et 400 blessés au moins.

## Réaction internationales
Le 1er septembre 2018, les États-Unis, la France, le Royaume-Uni et l'Italie publient un communiqué commun dans lequel ils « exhortent tous les groupes armés à cesser immédiatement toute action militaire ». Le ministre italien de l'Intérieur, Matteo Salvini, va cependant jusqu'à accuser indirectement la France d'être derrière les violences à Tripoli.

## Analyse
Selon l'analyste Carlo degli Abbati, « La décision de la France d'accélérer le processus électoral en fixant la date du 10 décembre a rendu la situation électrique dans le pays et a provoqué un retournement d’alliance de la part de la 7e Brigade, une milice Tarhouna qui s’est rangée aux côtés du maréchal Haftar. Ayant le vent en poupe, car bien soutenu de l'extérieur, ils auraient pu tenter un coup d'Etat pour s’emparer du pouvoir. C’est probablement ce qui vient de se passer ».

## Suites
Des combats ont lieu à Tripoli du 18 au 19 janvier, et font 10 morts et 41 blessés.